# Angelo Vassallo (Politiker)
Angelo Vassallo (geboren am 22. September 1953 in Pollica; ermordet am 5. September 2010 ebenda) war ein italienischer Kommunalpolitiker (DL, PD). Ab 1995 war er Bürgermeister der Gemeinde Pollica in der Provinz Salerno, Kampanien.

## Leben und politisches Engagement
Vassallo arbeitete wie sein Vater als Fischer auf dem Mittelmeer. Er war seit April 1995 Bürgermeister von Pollica, im März 2010 wurde er zum vierten Mal wiedergewählt. Er war außerdem Provinzrat in Salerno sowie Präsident der Parkgemeinschaft des Nationalpark Cilento und Vallo di Diano, in dem auch die Gemeinde Pollica liegt. Vassallo war seit 2007 Mitglied der Partito Democratico. Zuvor war er in der Democrazia è Libertà – La Margherita.
Vassallo wurde „Fischer-Bürgermeister“ (sindaco pescatore) genannt, weil er das Meer und die Fischerei liebte. Er setzte sich für Legalität, Umweltschutz und einen sanften Tourismus ein. Baulizenzen in der von ihm geführten Gemeinde wurden in seiner Amtszeit nur noch mit Augenmaß vergeben, um die Schönheit der Gegend zu erhalten. Wer Zigarettenstummel auf den Boden warf, sollte bis zu 500 Euro Strafe zahlen.
Die Gemeinde Pollica war Zentrum vieler wissenschaftlicher Studien zur mediterranen Ernährung. Vassallo gehörte 2007 zu den Initiatoren des erfolgreichen Vorschlags, die mediterrane Ernährung als immaterielles UNESCO-Weltkulturerbe anzuerkennen.

## Das Attentat
Vassallo wurde am Abend des 5. September 2010 auf dem Nachhauseweg in Acciaroli, einem Ortsteil von Pollica, in der Nähe seines Wohnhauses durch mutmaßlich von der Camorra auf ihn abgegebene Schüsse in seinem Auto ermordet.
Zur Beerdigung Angelo Vassallos kamen 6000 Menschen zu einem Gedenkzug nach Acciaroli, darunter zahlreiche hochrangige Politiker. Von Anfang an wurde die Camorra als verantwortlich für das Attentat verdächtigt. Das Europäische Parlament legte zu Ehren von Vassallo eine Schweigeminute ein. Parlamentspräsident Jerzy Buzek erinnerte daran, dass der Bürgermeister „...von der Camorra ermordet wurde...“ und dass „...sein Tod nicht umsonst gewesen sein darf“.
Im November 2024 wurden wegen des Mordes vier Männer verhaftet, darunter zwei Carabinieri, von denen einer zuvor die Ermittlungen wegen des Attentats geleitet hatte. Die Ermittler identifizierten als Motiv für den Mord die Aufdeckung des Drogenhandels über den Hafen Acciaroli durch Vassallos eigene Beobachtungen vor Ort.
Am Drogenhandel der Camorra waren offenbar auch Mitglieder der örtlichen Carabinieri beteiligt. Vassallo wurde getötet, wenige Tage nachdem er dem damals zuständigen Chefankläger anvertraut hatte, was er über den Drogenhandel herausgefunden hatte, jedoch noch bevor er seine Erkenntnisse aufschreiben und den Ermittlungsbehörden in schriftlicher Form übergeben konnte.

## Gedenken
Seit dem Tod Angelo Vassallos gibt es in ganz Italien zahlreiche Initiativen zu seinem Gedenken, darunter die Benennung von Straßen, Bibliotheken und Parks. Sein Bruder Dario Vassallo führt das politische Erbe von Angelo Vassalo durch die Stiftung „Angelo Vassallo sindaco pescatore“ und Buchveröffentlichungen fort. Das italienische Fernsehen Rai produzierte einen Film über Vassallo, „Il sindaco pescatore“, der im Februar 2016 ausgestrahlt wurde.